# 张晓东 (1963年)
张晓东（1963年8月30日—），英文名Nick Zhang，笔名尼克，男，中国哲学、科普作家，乌镇智库理事长。 2017年，他的作品《人工智能简史》入选“南都2017年度”十大好书。2018年，张晓东凭借《人工智能简史》获得吴文俊人工智能科学技术进步奖。

## 生平

### 教育经历
张晓东1985年毕业于天津大学，1988年毕业于中国科学院，1992年毕业于马萨诸塞大学。

### 事业
张晓东早年在哈佛大学和惠普工作。20世纪90年代他开始在硅谷创业，投资互联网和人工智能初创企业，并担任VC合伙人。 2016年，他创立乌镇智库。.
2017年10月，张晓东参加美国华源科技协会（HYSTA）2017年会及中美科技投资峰会。2018年3月，参加“新时代、新变革”中美人工智能前沿论坛，主持圆桌论坛。2018年10月，出任数知科技首席战略官。2019年4月20日，出席2019西湖论剑·网络安全大会，并主持院士圆桌对话。

## 著作
- . ISBN 0818634200.[15]
- 尼克. . 2017. ISBN 9787115471604.[16]
- . ISBN 9787308129824.[17]
- 杨学良. . 1990. ISBN 750530674X.[18]